# Froila Bermúdez
Froila Bermúdez (Froilani Petriz Vermudiz, Froila Vermuiz de Trasancos) o Vermúdez (m.s. XI-1091), fue un noble gallego nacido a principios del siglo XI en sus tierras privativas de Trasancos, dominadas por su grupo familiar desde el siglo IX.

## Familia
Fue hijo de Bermudo Froilaz «Manido», y de su segunda  mujer, Lupa Rodríguez, fallecida en el año 1071 y enterrada en el monasterio de San Martín de Jubia (Narón).
Contrajo un primer matrimonio con Elvira de Faro, hija de Menendo Bermúdez de Faro, ayo del rey Alfonso V, y de Ilduara Gutiérrez de Aranga. De este matrimonio nacieron cuatro hijos:
- Gonzalo Froilaz, obispo de Mondoñedo.[3]
- Pedro Froilaz,[4] conde y uno de los personajes más relevantes del medieveo en Galicia.
- Rodrigo Froilaz (m. antes de 6 de abril de 1133), almirante de los puertos de Galicia y señor de Trasancos. Casó con Guntina González de quien tuvo cuatro hijos: Menendo, Gonzalo, Froila y Aldena Rodríguez.[5]
- Visclavara Froilaz, monja en el monasterio de San Martín de Jubia.[1]

Casó en segundas nupcias con Lucía. Padres de:
- Munia Froilaz (m. c. 1147), casada con Paio Menéndez, padres de varios hijos que murieron jóvenes. Fundó del monasterio de San Salvador de Pedroso donde recibió sepultura.[6]
- Ermesinda Froilaz, casada con Cresconio Muñiz.[6]

## Biografía
Froila fue gran señor en el territorio comprendido entre las rías de Ortigueira y Betanzos, y en sus circunscripciones administrativas altomedievales: Arrós (Ortigueira); Labacengos (tierra de Cedeira, Cerdido, Moeche y As Pontes); Trasancos (Valdoviño, Narón y Ferrol); Bezoucos (Neda, Fene, Mugardos, y Ares); Pruzos (Pontedeume, Irixoa, Monfero, Miño, Paderne, Vilarmaior, y Aranga); y Nendos (Betanzos, As Mariñas dos Condes, y dos Freires, y La Coruña). En todas estas comarcas imperó como su dominus y Iudex hasta su fallecimiento.
Participó en varias batallas, entre ellas, la de Sacralinas en Extremadura contra los almorávides. Apoyó al rey García de Galicia aunque después se sometió a Alfonso VI, «al que admitió como regente de Galicia, pero no como rey». Falleció en la villa de Cospeito el 27 de marzo de 1091 con ocasión de una visita a su hijo Gonzalo, obispo de Mondoñedo. Fue enterrado a continuación en el monasterio familiar de San Martín de Jubia o Tártares.